# Stazione di Fortezza
Stazione di Fortezza (németül: Bahnhof Franzensfeste) vasútállomás Olaszországban, Trentino-Alto Adige régióban, Fortezza településen.

## Vasútvonalak
Az állomást az alábbi vasútvonalak érintik:
- Brenner-vasútvonal
- Puster-völgyi vasútvonal

## Kapcsolódó állomások
A vasútállomáshoz az alábbi állomások vannak a legközelebb: 
- Stazione di Mezzaselva
- Stazione di Bressanone
- Stazione di Le Cave
- Stazione di Rio di Pusteria
- Varna/Vahrn railway station
- Pradisotto/Unterau railway halt